# ناتالیا میخنویچ
ناتالیا میخنویچ ((به بلاروسی: Наталля Міхневіч)؛ زادهٔ ۲۵ مهٔ ۱۹۸۲) پرتاب‌گر وزنه اهل بلاروس بود.
وی در حالی که در مسابقات پرتاب وزنه بازی‌های المپیک تابستانی ۲۰۰۸ به مدال نقره دست پیدا کرده پس از مثبت اعلام شدن دوپینگش مدال از وی پس گرفته شد.